# Bani Mastar
Bani Mastar (arab. بنى مستر ; fr. Beni Mester)  – jedna z 53 gmin w prowincji Tilimsan, w Algierii, znajdująca się w środkowej części prowincji, około 6 km na  zachód od Tilimsan. W 2008 roku gminę zamieszkiwało 18651 osób. Numer statystyczny gminy w Office National des Statistiques d'Algérie to 1302.